# Коломбјер ди Плеси
Коломбјер ди Плеси (фр. Colombiers-du-Plessis) насеље је и општина у западној Француској у региону Лоара, у департману Мајен која припада префектури Мајен.
По подацима из 2011. године у општини је живело 448 становника, а густина насељености је износила 20,39 становника/km². Општина се простире на површини од 21,97 km². Налази се на средњој надморској висини од 230 метара (максималној 242 m, а минималној 152 m).

## Демографија
| 1962. | 1968. | 1975. | 1982. | 1990. | 1999. | 2011. |
| ----- | ----- | ----- | ----- | ----- | ----- | ----- |
| 707   | 740   | 688   | 607   | 567   | 514   | 448   |

График промене броја становника у току последњих година